# Abbaye de Reading
L'abbaye de Reading (en anglais, Reading Abbey) est une vaste abbaye en ruine située au centre de la ville de Reading, dans le comté anglais du Berkshire. 

## Historique
L'abbaye a été fondée par le roi Henri Ier d'Angleterre « pour le salut de mon âme, et des âmes du roi Guillaume, mon père, et du roi Guillaume, mon frère, et de la reine Mathilde, mon épouse, et de tous mes ancêtres et successeurs, ».
Mathilde l'Emperesse, fille d'Henri Ier, après le décès en 1125 de son époux, Henri V du Saint-Empire romain germanique revient près de son père en ramenant avec elle une relique, la main de saint James qu'elle remit à l'abbaye.